# Briar Nolet
Briar Nolet (Oakville, 27 dicembre 1998) è una ballerina e attrice canadese, nota per il ruolo di Richelle nella serie televisiva The Next Step.

## Biografia
Briar Nolet ha praticato ginnastica ritmica fino all'età di 7 anni, quando ha iniziato a studiare danza. 
Nel 2014 ha ottenuto un ruolo secondario nella serie tv canadese The Next Step , per poi diventare un membro fisso del cast dal 2016. 
Nel 2019 è arrivata al quinto posto nel talent show World Of Dance.

## Vita privata
Ha avuto una relazione con l'attore e ballerino Myles Erlick per circa cinque anni; la coppia si è in seguito separata nell'aprile del 2022.
Le è stata diagnosticata l'epilessia all'età di 19 anni.

## Filmografia

### Cinema
- Una ragazza americana - Isabelle danza sotto i riflettori (Isabelle Dances Into the Spotlight), regia di Vince Marcello (2014)
- One Drop, regia di Tricia Lee (2016)
- Let It Snow - Innamorarsi sotto la neve (Let it Snow), regia di Luke Snellin (2019)
- Zombies 3, regia di Paul Hoen (2022)

### Televisione
- The Next Step – serie TV, 139 episodi (2014-2022)
- Stolen Baby: The Murder of Heidi Broussard, regia di Michelle Ouellet – film TV (2023)

## Discografia
- 2018 - BOYS